# 타리크 이븐 지야드

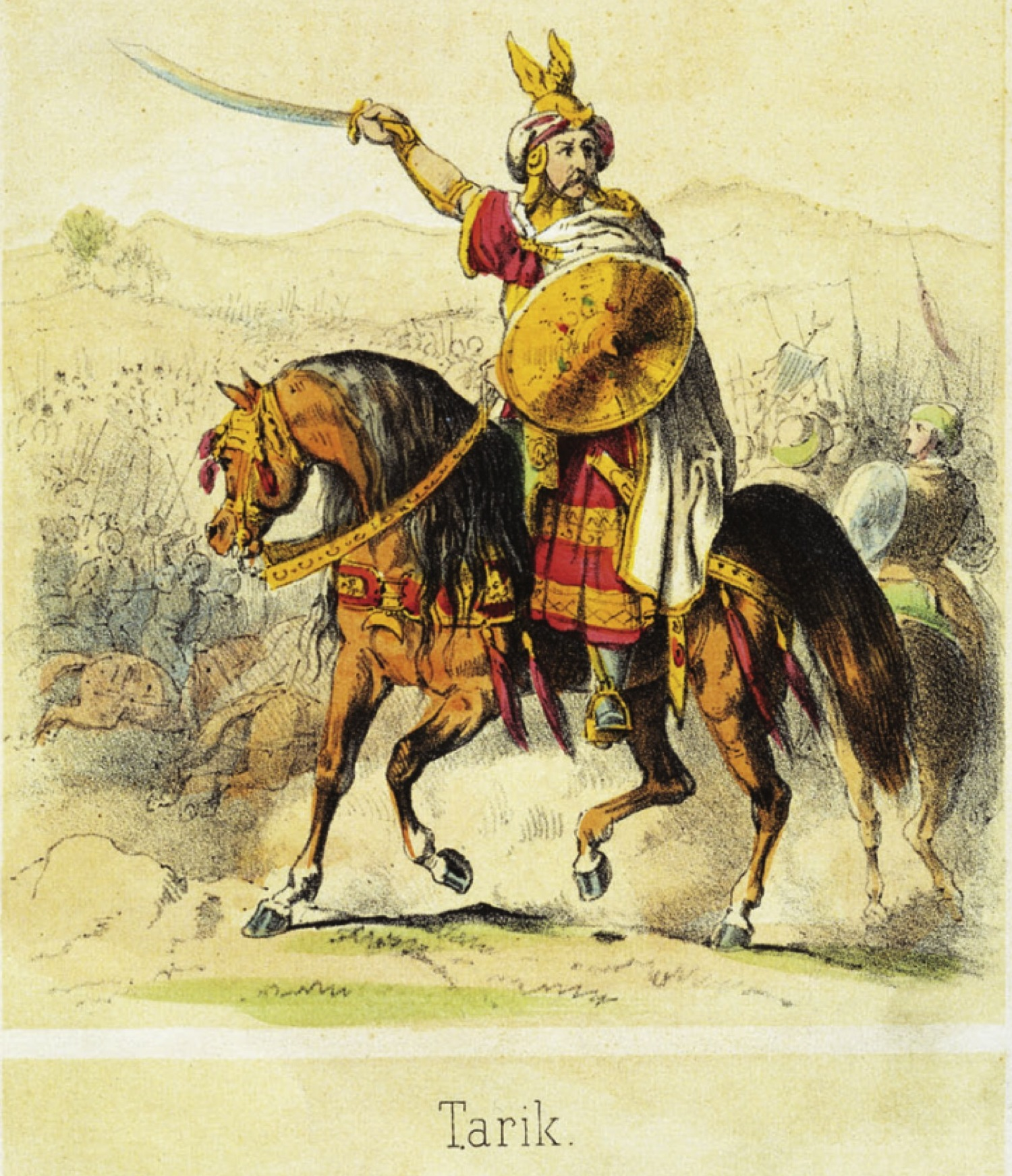
타리크 이븐 지야드

타리크 이븐 지야드(아랍어: طارق بن زياد)는 우마이야 왕조의 무장이다. 서고트인이 다스렸던 서고트 왕국의 히스파니아 지역을 정복한 정복자로 유명하다.